# Mesochorus decoratus
Mesochorus decoratus là một loài tò vò trong họ Ichneumonidae.